# Toshikatsu Endō
Toshikatsu Endō (遠藤 利克, Endō Toshikatsu) est un sculpteur japonais,. Endō est né en 1950 à Takayama, préfecture de Gifu. Il a exposé à la Documenta 8 en 1987 et à la Biennale de Venise en 1990,. Il crée des œuvres qui questionnent la signification fondamentale de la matière, en utilisant des matériaux tels que le feu, l'eau, le sol et le bois, a également publié des ouvrages qui questionnent la vie et la mort des êtres humains et l'origine de l'art,. Le travail d'Endō, qui donne un sentiment d'échelle idéologique proche de la racine de l'art, est très apprécié tant au pays qu'à l'étranger. En 2017, a remporté le Prix Mainichi des arts.